# This Week (album)
Albums de Jean Grae
The Bootleg of the Bootleg EP
(2003) The Orchestral Files
(2007)
This Week est le deuxième album studio de Jean Grae, sorti le 21 septembre 2004.
L'album s'est classé 47e au Top Independent Albums.

## Liste des titres
| No  | Titre                                                         | Contient un (des) sample(s) de                                                         | Durée |
| --- | ------------------------------------------------------------- | -------------------------------------------------------------------------------------- | ----- |
| 1.  | Intro (featuring Ruddy Rock et Tracy – Produit par J. Cardim) |                                                                                        | 2:33  |
| 2.  | A-Alikes (Produit par Sid Romes)                              |                                                                                        | 3:46  |
| 3.  | Cuervo Loco (Skit) (Produit par Will Tell)                    |                                                                                        | 1:38  |
| 4.  | Going Crazy (Produit par Joey Chavez)                         | Somebody's Watching Me de Rockwell featuring Michael Jackson Flash Light de Parliament | 4:19  |
| 5.  | Skit                                                          |                                                                                        | 0:27  |
| 6.  | Style Wars (featuring Block McCloud – Produit par Will Tell)  |                                                                                        | 4:05  |
| 7.  | Not Like Me (Produit par Belief)                              |                                                                                        | 4:00  |
| 8.  | Supa Luv (Produit par 9th Wonder)                             | Super Love des Futures                                                                 | 4:59  |
| 9.  | Whatever (Produit par Belief)                                 |                                                                                        | 4:13  |
| 10. | Give It Up (featuring Block McCloud – Produit par Will Tell)  |                                                                                        | 2:23  |
| 11. | The Wall (Produit par LT. Moe)                                |                                                                                        | 4:58  |
| 12. | Before the Spot (Skit) (featuring D – Produit par Will Tell)  |                                                                                        | 1:25  |
| 13. | You Dont Want It (Produit par Bruce Waynne et Dirty Swift)    |                                                                                        | 4:44  |
| 14. | Watch Me (featuring Sinclair – Produit par Sid Romes)         |                                                                                        | 4:27  |
| 15. | P.S. (Produit par J. Cardim)                                  | You're My Driving Wheel des Supremes                                                   | 5:20  |
| 16. | Fyre Blazer (Produit par Adam Deitch)                         |                                                                                        | 3:40  |
| 17. | Dont Rush Me (Produit par 9th Wonder)                         | If You Leave Me Now / Love So Right de Jerry Butler et Thelma Houston                  | 4:33  |